# Julius von Minutoli
Pour les articles homonymes, voir Minutoli.
Julius Rudolph Ottomar baron Menu de Minutoli (né le 30 août 1804 à Berlin et mort le 5 novembre 1860 dans le caravansérail de Kaneh Zenjan près de Chiraz, Perse) est un directeur de la police prussienne, diplomate, scientifique et écrivain, ainsi qu'un dessinateur talentueux. Minutoli est considéré comme un excellent exemple de fonctionnaire prussien humaniste éclairé et parfaitement éduqué.

## Biographie

### Origine
Minutoli est le deuxième fils de Heinrich Menu, alors l'un des professeurs du corps des cadets de Berlin, qui est nommé précepteur du prince Charles en 1810, porte le titre de baron von Minutoli à partir de 1820 et se fait un nom avant tout comme un archéologue. Sa mère est Charlotte von Woldeck (1781-1863), dont son père divorce en 1812 et épouse en 1820 Wolfardine von der Schulenburg. Depuis que la famille vit dans l'ancien palais royal au 37 Unter den Linden depuis 1810, Julius von Minutoli a un contact personnel dès son plus jeune âge avec le prince héritier, qui devient plus tard Frédéric-Guillaume IV.

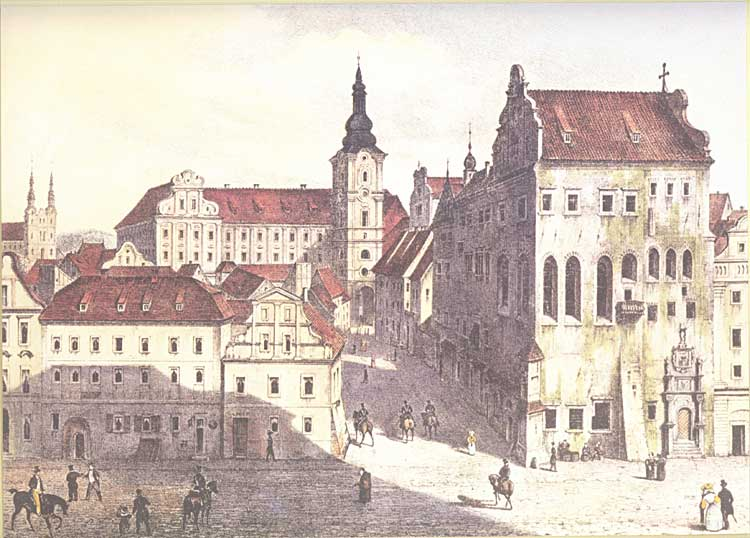
Julius von Minutoli, lithographie colorée du château de la ville de Posen de la famille Gorka (1833)

### Carrière
Julius von Minutoli étudie à Berlin et à Heidelberg les lois et la caméralistique. En 1824, il est reçu par le Corps Saxo-Borussia Heidelberg. Entre 1828 et 1830, il entre dans la fonction publique prussienne, d'abord comme juge à la Cour supérieure de Coblence, où son traité de droit romain sur la rive gauche du Rhin (Berlin, 1831) est écrit. En 1832, il est transféré à Posen en tant que conseiller du gouvernement, et en 1839, il est nommé chef de la police et administrateur de l'arrondissement de Posen (de). Officiellement, il acquit une grande reconnaissance dans l'administration, entre autres, en dévoilant plusieurs tentatives de soulèvement polonais, mais il est également apprécié par la population polonaise et allemande pour sa tolérance et ses activités sociales et culturelles. En 1842, il reçoit son doctorat et est temporairement chargé de tâches au sein du ministère prussien de l'Intérieur, mais est rapidement renvoyé à Posen. En 1843, à la suite d'un voyage officiel à travers l'Europe et l'Afrique du Nord, il publie son ouvrage sur les nouveaux systèmes pénitentiaires et correctionnels, qu'il visite en Algérie, en Espagne, au Portugal, en Angleterre, en France et en Hollande.
En 1847, il est nommé président de la police de Berlin par Frédéric-Guillaume IV puis en 1848 conseiller de gouvernement de 1re classe. Lors de la révolution de mars 1848, il réussit initialement à modérer les insurgés, mais il ne peut empêcher le déclenchement de la violence à long terme. Son attitude mesurée suscite le mécontentement des forces réactionnaires croissantes. À la suite de la prise d'assaut de l'Arsenal, il démissionne le 27 juin 1848 de son poste de chef de la police. Il exécute des commandes spéciales à l'étranger.
Minutoli est marié à la baronne Mathilde von Rotenhan (1812-1878) depuis 1834, avec qui il a quatre enfants. Après sa démission, il déménage en Franconie avec sa famille et y vit probablement dans la maison ancestrale de sa femme à Rentweinsdorf et à Bamberg. Ses études sur l'histoire des Hohenzollern et des Brandebourg ainsi que ses mémoires, interdits en Prusse, sont rédigés à cette époque.
Après avoir été sans poste officiel depuis sa démission, il entre au poste consulaire général en 1851 et sert parfois également comme adjoint dans le service diplomatique. En tant que consul général de Prusse pour l'Espagne et le Portugal, il entreprend de nombreux voyages d'affaires dans tout le pays depuis Barcelone ou Puerto de Santa Maria, par exemple aux îles Baléares, aux îles Canaries et à Madère. Il publie ensuite les résultats dans ses livres sur l'Espagne et le Portugal et les îles Canaries, ainsi que de manière anonyme dans divers journaux, dont le Illustrierte Zeitung de Leipzig et l'Allgemeine Zeitung d'Augsbourg. Il collectionne les arts et l'artisanat à l'étranger pour le musée Minutoli à Liegnitz, qui est dirigé par son jeune frère Alexander dans le château en tant que 1er musée des arts et métiers du monde créé. Son frère Alexander publie des photographies de ses objets de collection, par exemple de magnifiques volumes, des livres avec des peintures miniatures européennes sur parchemin, des couvertures de livres arméniens, des sceaux de rois et d'empereurs, de l'art religieux, des instruments de musique. En 1859, Julius retourne à Berlin. En décembre 1859, il est envoyé en Perse pour plusieurs années en tant que 1er ministre-résident prussien et consul général des États allemands membres de l'Union douanière. Il meurt cependant dès le 5 novembre 1860, au retour d'un voyage officiel dans le Golfe persique, au caravansérail de Kanesenjan près de Chiraz. En présence de son neveu Wilhelm von Grolman, il est enterré par la communauté chrétienne arménienne dans leur cimetière de Shiraz. En 1940, ses ossements sont inhumés au cimetière des étrangers de Téhéran. Sa pierre tombale se trouve maintenant à l'ambassade d'Allemagne à Téhéran.

### Mérites culturels
Julius von Minutoli réalise déjà de nombreux croquis de personnes, de bâtiments et d'événements pendant son séjour à Posen et également lors de ses voyages ultérieurs, dont il vend certains, dans certains cas, offerts à Frédéric-Guillaume IV, et qui lui permettent de se faire un nom en tant que dessinateur jusqu'à aujourd'hui. Deux de ses livres de dessins sont publiés en 2013
Depuis son séjour en Franconie, il entretient des contacts étroits avec les principaux milieux académiques et culturels de Bamberg. Il est membre de la Société des sciences naturelles et de la Société historique et fait don de nombreuses expositions à l'actuel Musée d'histoire naturelle, ainsi qu'à d'autres musées. Il entretient une abondante correspondance avec, entre autres, le « modeleur de cour prussien » Carl Schropp, qui vit à Bamberg, le collectionneur et globe-trotter Emil Marschalk von Ostheim (de) et l'archiviste Paul Oesterreicher (1766-1839).
En mai 1860, une espèce de lavande poussant sur les îles Canaries est nommée "Lavandula minutolii" par le botaniste Carl Bolle en son honneur.

### Famille
Il se marie le 22 novembre 1834 dans l'église de Jérusalem de Berlin avec Mathilde Henriette Wilhelmina Caroline Marie Auguste baronne von Rotenhan (né le 19 mai 1812 et mort le 28 mars 1878), une fille de Sigismund Johann Christoph Friedrich baron von Rotenhan (1761–1826). Le couple a les enfants suivants :
- Hedwige Sophie Luise Henriette (née le 12 août 1836 et morte le 12 octobre 1917)
- Sophie Luise Henriette Thusnelda (née le 14 décembre 1837 et morte le 14 septembre 1927)
- Arthur Heinrich Carl Sigismond (né le 28 janvier 1840 et mort le 19 février 1883), capitaine du 113e régiment d'infanterie, depuis le 1er juillet 1866 baron von Minutoli-Woldeck, est marié le 25 mai 1877 avec la baronne Anna von Minutoli-Woldeck (née le 28 février 1856 ; fille unique d'Alexander von Minutoli (de))[6]. La veuve épouse Joachim von Pfeil und Klein Ellguth.
- Maria Ida Agnès Gerhardine (née le 11 août 1845 et morte le 27 mai 1918)

## Travaux
- Alt-Posen. Ansichten der Stadt Posen aus dem Jahre 1833 mit Einleitung und Erläterungen von Arthur Kronthal (de), Posen: Philippsche Buchhandlung, 1917 (Lithographien nach den Zeichnungen von Julius von Minutoli)
- Über das römische Recht auf dem linken Rheinufer (Berlin 1831)
- Mitarbeit am Berliner Kalender für das Gemein-Jahr 1839, mehrere Kupfer und Erläuterungen der Kupfer, Berlin 1839.
- Statistik des Kreises Posen, 1840 https://www.wbc.poznan.pl/publication/150316
- Die neuen Straf- und Besserungssysteme. Erinnerungen von einer Reise durch bemerkenswerte Gefängnisse in Algier, Spanien, Portugal, England, Frankreich und Holland (Berlin 1843)
- Die Mark Brandenburg, Berlin und Köln im Jahr 1451 (Berlin 1850, 3. Auflage 1853)
- Die weiße Frau (Berlin 1850)
- Friedrich I. Kurfürst von Brandenburg und Memorabilia aus den Quellen des Plassenburger Archivs (Berlin 1850)
- Das kaiserliche Buch des Markgrafen Achilles – Kurfürstliche Periode von 1470–1486 (Berlin 1850)
- Erinnerungen aus meinem Leben, III. Teil, Vergebliche Versuche zur verheißenen Wiederanstellung. Bamberg 1850.
- Die Kanarischen Inseln, ihre Vergangenheit und Zukunft (Berlin 1854)
- Spanien und seine fortschreitende Entwickelung (Berlin 1852; books.google.de)
- Altes und Neues aus Spanien (Berlin 1854, 2 Bände)
- Portugal und seine Kolonien 1854 (Stuttgart 1855) http://reader.digitale-sammlungen.de/de/fs1/object/display/bsb11249164_00001.html

## Expositions
- „In der Keimzeit der Demokratie Berliner Polizeipräsident – Julius von Minutoli zum 200. Geburtstag“. Zentrum für Berlin-Studien, Breite Straße 36 Berlin. (30. August 2004 bis 29. Januar 2005)
- „Julius von Minutoli (1804–1860) rysownik – policjant – dyplomata“. Biblioteka Raczynskich – Muzeum Literackie H. Sienkiewicza, Poznań (Posen/Polen), Stary Rynek 84. (1. bis 31. März 2005)
- „Zwischenstation in Bamberg: Julius von Minutoli (1804–1860) zwischen Berlin und Persien“. Ausstellung im Stadtarchiv Bamberg, 16. November 2005 bis 27. Januar 2006;
- „In der Keimzeit der Demokratie Berliner Polizeipräsident – Julius von Minutoli“, Ausstellung im Foyer des Berliner Polizeipräsidiums, 20. Juli bis 10. August 2006.